# باول لوسون
باول لوسون (بالإنجليزية: Paul Lawson)‏ (15 مايو 1984 بأبردين في المملكة المتحدة - ) هو لاعب كرة قدم إسكتلندي في مركز الوسط. شارك مع منتخب إسكتلندا تحت 21 سنة لكرة القدم. أما مع النوادي، فقد لعب مع سانت جونستون ونادي روس كاونتي ونادي سانت ميرين ونادي سلتيك ونادي ماذرويل وFormartine United F.C. ‏.

## وصلات خارجية
- باول لوسون على موقع قاعدة بيانات كرة القدم.إي يو (الإنجليزية)
- باول لوسون على موقع Soccerbase.com (لاعب) (الإنجليزية)
- باول لوسون على موقع Soccerway.com (الإنجليزية)